# Bad Salzuflen
Bad Salzuflen település Németországban, azon belül Észak-Rajna-Vesztfália tartományban. Lakosainak száma 54 585 fő (2023. december 31.). Bad Salzuflen Leopoldshöhe, Lage, Lemgo, Vlotho, Herford és Bielefeld községekkel határos.

## Népesség
A település népességének változása:
| Lakosok száma | 50 924 | 53 746 | 53 856 | 54 127 | 54 074 | 54 808 | 54 585 |
|               | 1975   | 2016   | 2017   | 2019   | 2021   | 2022   | 2023   |